# 法蘭克·卡明斯基
弗朗西斯·史丹利·卡明斯基（英語：Francis Stanley Kaminsky，1993年4月4日—），美國职业籃球運動員。目前為自由身。在2015年NBA選秀中，他被夏洛特黃蜂以第一輪第九順位選中。

## 职业生涯
2015年6月26日，在2015年NBA选秀中，弗兰克·卡明斯基于首轮第9顺位被夏洛特黄蜂队选中。
2015年7月3日，黄蜂队和弗兰克·卡明斯基正式签约，合同为期4年价值1222万美元，其中2017-18赛季、2018-19赛季拥有球队选项。
2019年7月2日，菲尼克斯太阳队官方宣布以2年1000万美元的合同签下弗兰克·卡明斯基。
2022年7月12日，卡明斯基与亚特兰大老鹰队签订了一份为期1年的合同。

## 外部連結
- 弗蘭克·卡明斯基在fiba.basketball（英语）
- 弗蘭克·卡明斯基在NBA官網（英语）
- 弗蘭克·卡明斯基在亞得里亞海聯賽官網（英语）
- 弗蘭克·卡明斯基在Basketball-Reference.com（NBA）（英语）
- 弗蘭克·卡明斯基在Basketball-Reference.com（國際）（英语）
- 弗蘭克·卡明斯基在Sports-Reference.com（NCAA）（英语）
- 弗蘭克·卡明斯基在ESPN（NBA）（英语）
- 弗蘭克·卡明斯基在Eurobasket.com（球員）（英语）
- 弗蘭克·卡明斯基在Proballers（英语）
- 弗蘭克·卡明斯基在RealGM（英语）